# Parlament des Vereinigten Königreichs
Das Parlament des Vereinigten Königreichs (englisch Parliament of the United Kingdom of Great Britain and Northern Ireland; kurz UK Parliament) ist ein Verfassungsorgan der britischen Monarchie. Es besteht aus zwei Kammern, dem House of Commons (Unterhaus) und dem House of Lords (Oberhaus). Beide tagen im Palace of Westminster in London.
Der jeweilige Monarch bildet als Souverän formal einen dritten Teil des Parlaments. Seit 2022 nimmt König Charles III. diese Rolle ein. Gesetzesvorhaben werden durch die vom Premierminister geführte Regierung im Unterhaus eingebracht, das nach angemessener Debatte über sie abstimmt. Anschließend müssen diese Vorlagen grundsätzlich vom Oberhaus gebilligt werden, bevor sie durch den König in Kraft gesetzt wurden. Der letzte Schritt hat dabei einen rein zeremoniellen Charakter.

## Geschichte

### Allgemeines
Das britische Parlament geht auf das englische Parlament zurück, dessen Ursprünge auf das angelsächsische Witenagemot zurückzuführen sind.
Der Begriff des britischen Parlaments existiert seit dem Act of Union 1707. Hierbei wurden England und Schottland zum Königreich Großbritannien vereinigt, wobei das schottische Parlament in Edinburgh aufgelöst wurde. (Nach dem Wahlsieg Tony Blairs 1997 wurde durch den Scotland Act 1998 ein neues schottisches Parlament mit Sitz in Edinburgh gebildet, das sich um schottische Belange in eigener Zuständigkeit kümmert.) Das britische Parlament trat zu seiner ersten Sitzung am 23. Oktober 1707 zusammen. Durch den Act of Union 1800 wurde das irische Parlament aufgelöst. (Das von 1920 bis 1972 existierende Parliament of Northern Ireland und die 1998 geschaffene Northern Ireland Assembly traten – auf Nordirland beschränkt – die Nachfolge des irischen Parlaments an.)
Während des Zweiten Weltkriegs tagte das britische Parlament im Londoner Church House, da dieses aufgrund seiner Bauweise gut gegen Bombentreffer geschützt war
2019 wurde das Parlament des Vereinigten Königreichs von 1,06 Millionen Personen besucht. 2024 betrug die Besucherzahl etwa 560.000 Personen.

### Parlament des Vereinigten Königreichs Großbritannien und Nordirland (seit 1922)
Das Ergebnis der Parlamentswahlen 1918 in Irland war ein Erdrutschsieg für die irische republikanische Partei Sinn Féin, die in ihrem Manifest versprach, eine unabhängige irische Republik zu gründen. Dementsprechend weigerten sich die Abgeordneten von Sinn Féin, obwohl sie eigentlich für das Unterhaus gewählt wurden, ihre Sitze in Westminster einzunehmen und versammelten sich stattdessen 1919, um die Unabhängigkeit Irlands zu verkünden und ein revolutionäres Einkammerparlament für die unabhängige irische Republik namens Dáil Éireann zu bilden.
Im Jahr 1920 wurden parallel zum Dáil mit dem Government of Ireland Act 1920 zwei Regionalparlamente für Nordirland und Südirland geschaffen und die Vertretung beider Teile in Westminster reduziert. Die Zahl der nordirischen Sitze wurde nach der Wiedereinführung der direct Rule im Jahr 1973 erneut erhöht.
Die irischen Republikaner erklärten 1921 die Wahlen zu den beiden Regionalparlamenten als Grundlage für die Mitgliedschaft eines neuen Dáil Éireann. Während die Wahlen in Nordirland von unionistischen Parteien gewonnen wurden, wurden in Südirland alle 128 Kandidaten für die südirischen Sitze ohne Gegenkandidaten gewählt. Davon gingen 124 an Sinn Féin und vier an unabhängige Unionisten, die die Universität Dublin vertraten.[15] Da nur vier Abgeordnete ihre Sitze im südirischen Regionalparlament annahmen und die restlichen 124 im Zweiten Dáil saßen, wurde das offizielle südirische Regionalparlament auf unbestimmte Zeit vertagt, ohne dass es jemals zu einer Sitzung gekommen war.
Im Jahr 1922 wurde gemäß dem Anglo-Irischen Vertrag die revolutionäre Irische Republik durch den Irischen Freistaat ersetzt, der von Westminster als unabhängig anerkannt wurde, während Nordirland britisch blieb, und 1927 wurde das Parlament umbenannt.
Weitere Reformen des House of Lords wurden im 20. Jahrhundert durchgeführt. Der Life Peerages Act von 1958 genehmigte die regelmäßige Schaffung von Life Peerage-Würden. In den 1960er Jahren wurde die reguläre Schaffung erblicher Adelswürden eingestellt; Danach waren fast alle neuen Peers nur noch Life Peers.
Ende der 1990er Jahre wurden im Zuge der Devolution für Nordirland die Northern Ireland Assembly, für Schottland das Schottische Parlament und für Wales der Senedd geschaffen. Diese Regionalparlamente erhielten nun teilsouveräne Rechte über regionale Angelegenheiten und eine Regionalregierung.
Mit dem House of Lords Act von 1999 wurde das automatische Recht erblicher Peers, im House of Lords zu sitzen, aufgehoben, obwohl eine Ausnahme vorgesehen war, bei der 92 von ihnen von den anderen erblichen Peers auf Lebenszeit gewählt wurden, mit Nachwahlen nach ihrem Tod. Das House of Lords ist heute eine Kammer, die dem House of Commons unterstellt ist. Darüber hinaus führte das Constitutional Reform Act 2005 zur Abschaffung der richterlichen Funktionen des House of Lords mit der Schaffung des neuen Obersten Gerichtshofs des Vereinigten Königreichs im Oktober 2009.

## Zusammensetzung und Befugnisse

### Der Monarch
Die gesetzgebende Gewalt, The King in Parliament, besteht aus drei getrennten Elementen: dem Monarchen, dem House of Lords und dem House of Commons. Keine Einzelperson darf Mitglied beider Häuser sein, und Mitgliedern des House of Lords ist es gesetzlich untersagt, an Wahlen für Mitglieder des House of Commons teilzunehmen. Früher konnte niemand Mitglied des Parlaments (MP) sein, während er ein gewinnbringendes Amt unter der Krone innehatte, wodurch die Gewaltenteilung aufrechterhalten wurde, aber das Prinzip wurde nach und nach ausgehöhlt. Bis 1919 verloren Abgeordnete, die in Ministerämter berufen wurden, ihre Sitze im Unterhaus und mussten sich um eine Wiederwahl bemühen; die Regel wurde 1926 abgeschafft. Amtsinhaber sind gemäß dem House of Commons Disqualification Act von 1975 nicht berechtigt, als Parlamentsabgeordnete zu fungieren.
Damit alle Gesetzentwürfe in Kraft treten, ist die königliche Zustimmung des Monarchen erforderlich, und bestimmte delegierte Gesetze müssen vom Monarchen per Ratsbeschluss erlassen werden. Die Krone verfügt auch über Exekutivbefugnisse, die nicht vom Parlament abhängen, und zwar durch Vorrechte, einschließlich der Befugnis, Verträge abzuschließen, Krieg zu erklären, Orden zu verleihen und Offiziere und Beamte zu ernennen. In der Praxis werden diese immer vom Monarchen auf Anraten des Premierministers und der anderen Minister der britischen Regierung ausgeübt. Der Premierminister und die Regierung sind dem Parlament durch die Kontrolle der öffentlichen Finanzen und der Öffentlichkeit durch die Wahl der Parlamentsmitglieder direkt rechenschaftspflichtig.
Der Monarch ernennt auch den Premierminister, der dann aus Mitgliedern des Parlaments eine Regierung bildet. Dies muss jemand sein, der bei einer Vertrauensabstimmung im Unterhaus die Mehrheit erreichen könnte. Gewählt wird dieser vom Unterhaus aber nicht. In der Vergangenheit musste der Monarch gelegentlich selbst ein Urteil fällen, wie etwa bei der Ernennung von Alec Douglas-Home im Jahr 1963, als angenommen wurde, dass der amtierende Premierminister Harold Macmillan an Krebs im Endstadium erkrankt sei. Heute berät der scheidende Premierminister den Monarchen allerdings, wem die Position angeboten werden soll.

### Das House of Lords
Das House of Lords ist offiziell als „The Right Honourable The Lords Spiritual and Temporal in Parliament Assembled“ bekannt, wobei die Lords Spiritual Bischöfe der Church of England und die Lords Temporal Peers of the Realm sind. Die Lords Spiritual und Lords Temporal gelten als getrennte „Stände“, aber sie tagen, debattieren und stimmen gemeinsam ab.
Seit den Parliament Act von 1911 und 1949 sind die Befugnisse des House of Lords deutlich geringer als die des House of Commons. Alle Gesetzentwürfe mit Ausnahme von Finanzgesetzen werden zwar im House of Lords debattiert und abgestimmt, wenn das Oberhaus jedoch gegen einen Gesetzentwurf stimmt, kann es diesen nur um maximal zwei Parlamentssitzungen innerhalb eines Jahres verzögern. Nach Ablauf dieser Frist kann das Unterhaus den Gesetzentwurf ohne Zustimmung des Oberhauses durchsetzen. Das House of Lords kann die Regierung auch durch Fragen an Regierungsmitglieder und die Arbeit in einer kleinen Anzahl ausgewählter Ausschüsse zur Rechenschaft ziehen. Das höchste Gericht in England und Wales sowie in Nordirland war früher ein Ausschuss der Lords, wurde jedoch 2009 zu einem unabhängigen Obersten Gerichtshof.
Zu den Lords Spiritual gehörten früher alle hochrangigen Geistlichen der Church of England – Erzbischöfe, Bischöfe und Äbte. Mit der Auflösung der Klöster unter Heinrich VIII. verloren die Äbte und Mitra Prioren ihre Positionen im Parlament. Alle Diözesanbischöfe saßen weiterhin im Parlament, aber der Bishopric of Manchester Act von 1847 und spätere Gesetze sehen vor, dass nur die 26 höchsten Bischöfe Lords Spiritual sind. Dazu gehören immer die Amtsinhaber der „fünf großen Bistümer“, nämlich der Erzbischof von Canterbury, der Erzbischof von York, der Bischof von London, der Bischof von Durham und der Bischof von Winchester. Die verbleibenden 21 Lords Spiritual sind die ranghöchsten Diözesanbischöfe, geordnet nach der Reihenfolge ihrer Weihe, wenngleich der Lords Spiritual (Women) Act 2015 zeitlich begrenzte Bestimmungen für die bevorzugte Besetzung freier Stellen durch weibliche Bischöfe vorsieht.
Die Lords Temporal sind Peers auf Lebenszeit, die gemäß dem Appellate Jurisdiction Act von 1876 und dem Life Peerages Act von 1958 geschaffen wurden, zusätzlich zu 92 erblichen Peers gemäß dem House of Lords Act von 1999. Früher waren die Lords Temporal ausschließlich erbliche Peers. Das Recht einiger erblicher Adliger, im Parlament zu sitzen, war nicht automatisch gegeben: Nach der Vereinigung Schottlands und Englands zu Großbritannien im Jahr 1707 wurde vorgesehen, dass alle Adligen, deren Würden von englischen Königen geschaffen worden waren, im Parlament sitzen konnten. Die von den schottischen Königen geschaffenen Würden sollten eine begrenzte Anzahl „repräsentativer Peers“ wählen. Eine ähnliche Vereinbarung wurde für Irland getroffen, als es 1801 mit Großbritannien vereinigt wurde, aber als Südirland 1922 das Vereinigte Königreich verließ, wurde die Wahl irischer repräsentativer Peers eingestellt. Durch den Peerage Act von 1963 endete auch die Wahl schottischer repräsentativer Peers und allen schottischen Peers wurde das Recht gewährt, im Parlament zu sitzen. Nach dem House of Lords Act von 1999 berechtigen nur lebenslange Adelstitel (d. h. Adelswürden, die nicht vererbt werden können) automatisch zu Sitzen im House of Lords. Von den erblichen Peers behalten nur 92 – der Earl Marshal, der Lord Great Chamberlain und die 90 von anderen Peers gewählten – ihre Sitze im Unterhaus.

### Das House of Commons
Die Commons, der letzte der „Stände“ des Königreichs, sind im Unterhaus vertreten, das offiziell als „The Honourable The Commons in Parliament Assembled“ bekannt ist („Commons“ kommt nicht vom Begriff „Commoner“, aber von „commune“, dem alten französischen Begriff für eine Gemeinde oder einen örtlichen Bezirk). Im Jahr 2019 besteht das Unterhaus aus 650 Mitgliedern. Diese Gesamtzahl umfasst den Sprecher, der vereinbarungsgemäß auf eine Parteizugehörigkeit verzichtet und nicht an Debatten oder Abstimmungen teilnimmt, sowie drei stellvertretende Sprecher, die ebenfalls nicht an Debatten oder Abstimmungen teilnehmen, aber offiziell ihre Parteimitgliedschaft behalten. Jedes Parlamentsmitglied wird von einem einzigen Wahlkreis nach dem  First-Past-the-Post-Wahlsystem gewählt. Im Vereinigten Königreich gibt es 650 Wahlkreise mit durchschnittlich 65.925 Wählern. Das First-Past-the-Post-System bedeutet, dass jeder Wahlkreis jeweils einen Abgeordneten wählt. Jeder Wähler gibt einem Kandidaten eine Stimme, und der Kandidat mit den meisten Stimmen in jedem Wahlkreis wird zum Abgeordneten gewählt, der seinen Wahlkreis vertritt. Eine Partei muss 326 Sitze und damit Wahlkreise gewinnen, um eine Mehrheit im Unterhaus zu gewinnen. Erreicht keine Partei die Mehrheit, entsteht eine Situation ohne Gesamtkontrolle – allgemein bekannt als „Hung Parliament“. In diesem Fall hat die Partei mit den meisten Sitzen die Möglichkeit, eine Koalition mit anderen Parteien zu bilden, so dass ihre gemeinsame Sitzzahl über die Mehrheit von 326 Sitzen hinausgeht oder eine Minderheitsregierung anzustreben. Scheitert sie dabei eine Mehrheit zu finden, kann auch die zweitstärkste Partei versuchen, eine mehrheitsfähige Regierung zu bilden.
Das allgemeine Wahlrecht für Erwachsene gilt für Personen ab 18 Jahren, wahlberechtigt sind Bürger des Vereinigten Königreichs sowie der Republik Irland und Commonwealth-Staaten mit Wohnsitz im Vereinigten Königreich, es sei denn, sie befinden sich zum Zeitpunkt der Wahl im Gefängnis. Die Amtszeit der Mitglieder des Unterhauses richtet sich nach der Amtszeit des Parlaments und beträgt maximal fünf Jahre. Nach jeder Auflösung des Parlaments findet eine Wahl statt, bei der in allen Wahlkreisen gleichzeitig gewählt wird. Stirbt ein Abgeordneter oder tritt zurück, so findet eine Nachwahl statt (siehe unten).
Alle Gesetze müssen vom Unterhaus verabschiedet werden, um in Kraft zu treten und es kontrolliert die Besteuerung und die Geldversorgung der Regierung. Minister der Regierung (einschließlich und besonders der Premierminister) müssen im Unterhaus regelmäßig Fragen beantworten und es gibt eine Reihe ausgewählter Ausschüsse, die bestimmte Themen und die Arbeitsweise der Regierung prüfen. Es gibt auch Mechanismen, die es Mitgliedern des Unterhauses ermöglichen, die Regierung auf bestimmte Probleme aufmerksam zu machen, die ihre Wähler betreffen. Des Weiteren kann das House of Commons dem Premierminister und der Regierung das Misstrauen aussprechen, woraufhin diese zurücktreten muss.

## Amtsdauer des Parlaments
Die Amtsdauer des Parlaments wurde 1694 auf drei Jahre festgelegt. Im Septennial Act von 1716 wurde sie auf sieben Jahre verlängert und im Parliament Act von 1911 auf fünf reduziert. Im Zweiten Weltkrieg wurde die Amtsdauer provisorisch auf zehn Jahre verlängert, ist aber seit Kriegsende bei einem Maximum von fünf Jahren geblieben. Durch den Fixed-term Parliaments Act 2011 müssen Parlamentswahlen spätestens am ersten Donnerstag im Mai im fünften Jahr nach der vorherigen Parlamentswahl stattfinden.

## Privilegien der Abgeordneten
Das wichtigste Privileg sämtlicher Mitglieder beider Häuser ist die Redefreiheit während der Debatten; Aussagen im Oberhaus (House of Lords) und im Unterhaus (House of Commons) können unter keinen Umständen vor Gericht gebracht werden. Ein weiteres Privileg ist die Unmöglichkeit der Festnahme, ausgenommen bei Fällen von Hochverrat (treason), Kapitalverbrechen (felony) und Landfriedensbruch (breach of the peace). Dieses Privileg gilt während der Sitzungsperiode des Parlaments sowie 40 Tage davor und danach. Die Parlamentarier sind hingegen nicht mehr vom Dienst als Geschworene in einer Jury befreit.
Im englischen Parlamentarismus wurde außerdem der Friedensbann des Monarchen in die Trägerschaft des Parlaments verlagert. Daraus hat sich anders als in Deutschland eine Asylfunktion des Parlamentsgebäudes für Straftäter, säumige Schuldner oder sonst von staatlichen Zwangsmaßnahmen bedrohte Individuen entwickelt.